# División de Honor de Bolo Palma 2020
La División de Honor de Bolo Palma 2020 es la 12.ª edición de la División de Honor de Bolo Palma, máxima categoría a nivel nacional, organizada por la Federación Cántabra de bolos.

## Clasificación
|                                                                | Peña                          | Puntos | J  | G  | E  | P  | CF | CC | DC  |
| -------------------------------------------------------------- | ----------------------------- | ------ | -- | -- | -- | -- | -- | -- | --- |
| 1                                                              | Peñacastillo Anievas Mayba    | 47     | 26 | 21 | 5  | 0  | 99 | 36 | 63  |
| 2                                                              | P. B. Los Remedios            | 32     | 26 | 12 | 8  | 6  | 79 | 62 | 17  |
| 3                                                              | Hnos. Borbolla Villa de Noja  | 31     | 26 | 12 | 7  | 7  | 77 | 61 | 16  |
| 4                                                              | Casa Sampedro                 | 30     | 26 | 9  | 12 | 5  | 79 | 66 | 13  |
| 5                                                              | Ribamontán Mar Const. Cárcoba | 28     | 26 | 8  | 12 | 6  | 76 | 72 | 4   |
| 6                                                              | Riotuerto Sobaos Los Pasiegos | 27     | 26 | 9  | 9  | 8  | 75 | 72 | 3   |
| 7                                                              | El Pendo Bahía Real           | 27     | 26 | 11 | 5  | 10 | 74 | 69 | 5   |
| 8                                                              | La Rasilla ASV Cantábrico     | 26     | 26 | 10 | 6  | 10 | 67 | 73 | -6  |
| 9                                                              | J. Cuesta                     | 25     | 26 | 9  | 7  | 10 | 71 | 69 | 2   |
| 10                                                             | Sobarzo                       | 21     | 26 | 7  | 7  | 12 | 64 | 80 | -16 |
| 11                                                             | Torrelavega Siec              | 20     | 26 | 5  | 10 | 11 | 66 | 82 | -16 |
| 12                                                             | San Jorge Ganados T. Cántabra | 19     | 26 | 6  | 7  | 13 | 62 | 81 | -19 |
| 13                                                             | Comillas                      | 17     | 26 | 5  | 7  | 14 | 56 | 86 | -30 |
| 14                                                             | Mali Jardinería La Encina     | 14     | 26 | 4  | 6  | 16 | 52 | 88 | -36 |
| Fuente: Federación Cántabra de bolos; actualización automática |                               |        |    |    |    |    |    |    |     |

J: Jugados G: Ganados E: Empatados P: Perdidos CF: Chicos a favor CC: Chicos en contra DC: Diferencia de chicos